# Magdalena Broquetas

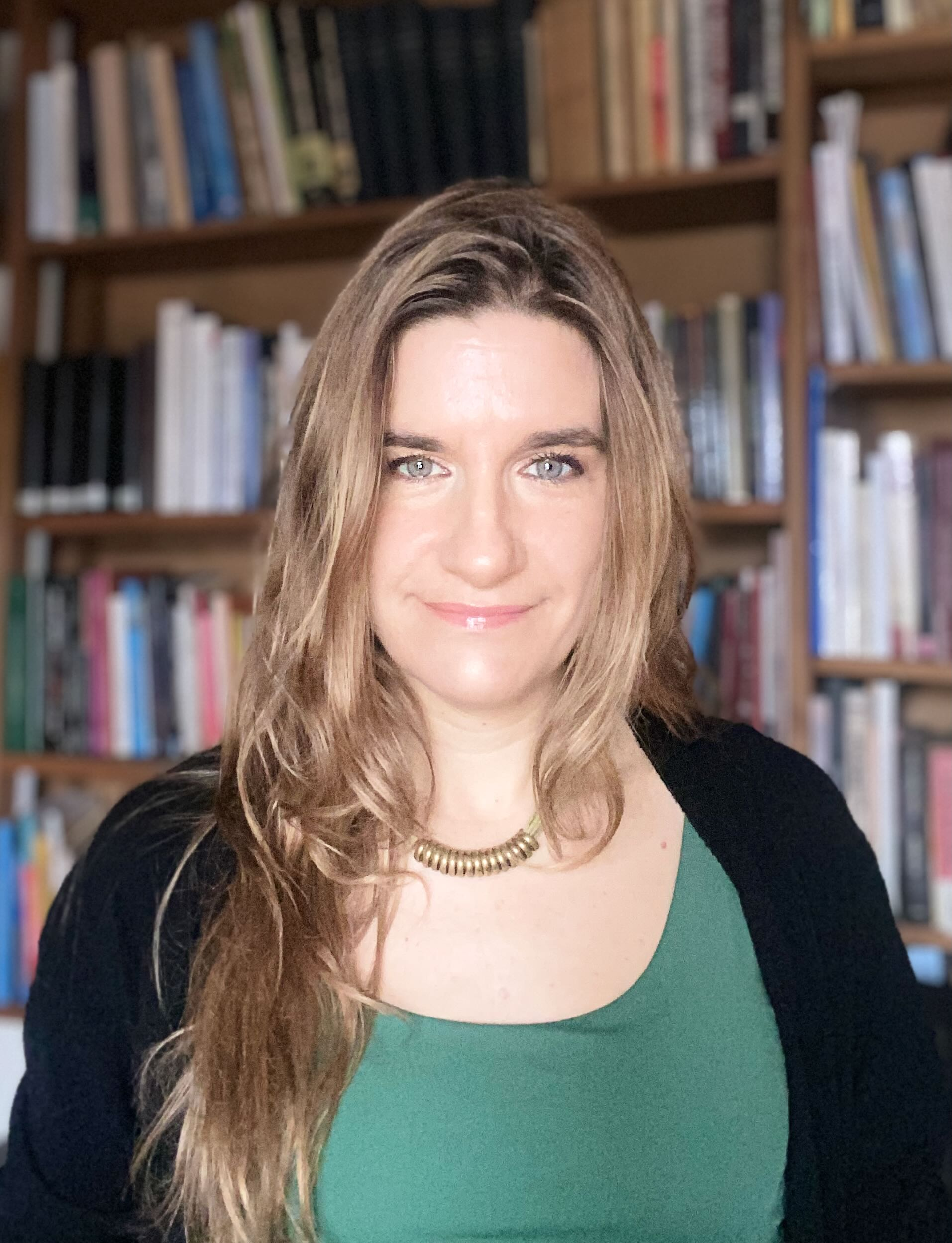
Magdalena Broquetas, 2024

Magdalena Broquetas San Martín (6 de diciembre de 1978) es una historiadora y escritora uruguaya.  Es investigadora y docente en la Facultad de Humanidades y Ciencias de la Educación de la Universidad de la República, Uruguay. 
En 2005 se graduó en la Facultad de Humanidades y Ciencias de la Educación de la Universidad de la República, en el área Investigación en Ciencias Históricas. En 2013 obtuvo un doctorado en historia en la Universidad Nacional de La Plata, Argentina.
El 20 de noviembre de 2023 fue declarada Ciudadana Ilustre de Montevideo.
Ámbito académico
Desde el año 2000 formó parte de varios equipos de investigación de la Universidad de la República, en calidad de integrante y responsable, dedicados a diversos períodos y temáticas a la Historia del Uruguay (siglos XIX-XXI).  Comenzó su trayectoria académica el en Departamento de Historia del Uruguay el (Instituto de Ciencias Históricas, FHCE-UdelaR) en 2003 y desde 2018 se desempeña como Profesora Agregada.
Desde 2023 es responsable junto a Gerardo Caetano del Grupo de Estudios Históricos sobre las Derechas en Uruguay.
Otras actividades
Entre 2002 y 2016 participó en la creación y el desarrollo del Centro de Fotografía de Montevideo, donde dedicó gran parte de su trabajo a la reflexión teórico-metodológica sobre la fotografía como documento para la investigación histórica y a la realización de una historia social y cultural de la fotografía en Uruguay.  

## Publicaciones (selección)
- 2001. Colores políticos. Juan Manuel Blanes en el espacio rioplatense. En: Gabriel Peluffo (comp.), La nación naciente, Montevideo, Ediciones del Museo Blanes (con Inés Cuadro)
- 2004, Cuartel general y villa de la Purificación. Enfoque histórico. (Con Ana Frega, Ariadna Islas y Daniele Bonfanti).
- 2006. En Suecia: descubrimiento, inserción y (des)encuentros. En: Silvia Dutrénit Bielous (coord.), El Uruguay del exilio. Gente, circunstancias, escenarios, Montevideo, Ediciones Trilce.
- 2007, Historia del Uruguay en el siglo XX (1890-2005), Montevideo, Ediciones de la Banda Oriental (con Ana Frega, Ana María Rodriguez Ayçaguer, Esther Ruíz, Daniele Bonfanti, Rodolfo Porrini, Inés Cuadro, Ariadna Islas)
- 2008, Huellas de la represión : identificación de centros de detención del autoritarismo y la dictadura (1968-1985).
- 2012, Fotografía en Uruguay. Historia y usos sociales. Tomo I. 1840-1930. Montevideo: CdF Ediciones, (coordinadora).
- 2014, La trama autoritaria : derechas y violencia en Uruguay (1958-1966). Montevideo: Ediciones de la Banda Oriental.
- 2015. De íconos a documentos. Las fotografías de la huelga general de 1973 en Uruguay. En: John Mraz y Ana Mauad (coord.), Fotografía e Historia en América Latina, Montevideo, CdF Ediciones.
- 2015. Fotógrafos de la apertura. Agencia Fotográfica Camaratres (1983-1985), CdF ediciones, Montevideo 2015.
- 2015. Una lucha sin fronteras: la derecha «demócrata» y la embestida anticomunista en el Uruguay de finales de la década de 1950, Cahiers des Amériques Latines , v.79,  http://cal.revues.org.
- 2016, Diana Mines. Montevideo: Centro de Fotografía de Montevideo, (entrevista)
- 2017. La actuación parlamentaria de Zelmar Michelini durante el primer gobierno colegiado blanco (1959-1963). En: Gerardo Caetano (coord.), Zelmar Michelini. Razones de una conducta. Acción y pensamiento, Montevideo, Editorial Planeta.
- 2018, Fotografía en Uruguay. Historia y usos sociales. Tomo II. 1930-1990, Montevideo: CdF Ediciones, (coordinadora junto a Mauricio Bruno)
- 2019. Circulação trasnacional Os congressos anticomunistas da América Latina (1954-1958): redes, sentidos e tensões na primeira guerra fria. En Ernesto Bohoslavsky, Rodrigo Patto Sá Motta, Stéphane Boisard (orgs.) Pensar as direitas na América Latina, São Paulo, Alameda (con Ernesto Bohoslavsky)
- 2019. Las derechas uruguayas en los años veinte. En Ernesto Bohoslavsky, David Jorge y Clara E. Lida (editores), Las derechas ibero-americanas entre la Gran Guerra y la Gran Depresión, Colección “Ambas orillas”, El Colegio de México, Ciudad de México.
- 2019. Juventudes conservadoras en los años sesenta en Argentina, Chile y Uruguay, en Fabio Kolar y Ulrich Mücke (eds), El pensamiento conservador y derechista en América Latina,España y Portugal. Siglos XIX y XX, Madrid-Frankfurt, Editorial Iberoamericana-Vervuert, 2019, (con Ernesto Bohoslavsky y Gabriela Gomes).
- 2020. Coordinadora del tema central de la revista EIAL “Derechas latinoamericanas y violencia en el siglo XX” (vol.31, N 1)
- Non-state Anti-Communism and Political Violence in Argentina and Uruguay, 1958–1973 en: Christian Gerlach, Clemen Six (eds.), The Palgrave Handbook of Anticommunist Persecutions, Londres, Palgrave Macmillan (con Ernesto Bohoslavsky)
- 2020. Una mirada crítica sobre el Uruguay excepcional. Reflexiones para una historia de larga duración sobre la violencia estatal en el siglo XX, Boletín del Instituto de Historia Argentina y Americana “Dr. Emilio Ravignani”, n. 53 (julio-diciembre, 2020) Con Nicolás Duffau.
- 2021, Historia visual del anticomunismo en Uruguay (1947-1985), Montevideo, Facultad de Humanidades y Ciencias de la Educación.
- 2022, Historia de los conservadores y las derechas en Uruguay. De la contrarrevolución a la Segunda Guerra Mundial. Montevideo: Ediciones de la Banda Oriental, (coordinadora junto con Gerardo Caetano).
- 2022, Historia de los conservadores y las derechas en Uruguay. Guerra fría, reacción y dictdura. Montevideo: Ediciones de la Banda Oriental, (coordinadora junto con Gerardo Caetano).
- 2023, Historia de los conservadores y las derechas en Uruguay. Pasado reciente: legados y nuevas realidades. Montevideo: Ediciones de la Banda Oriental, (coordinadora junto con Gerardo Caetano).
- 2023. Le daguerréotype en Uruguay, en: Christine Barthe et Annabelle Lacour, Mondes photographiques, histoires des débuts, Musée du Quai Branly – Actes Sud, Paris.
- 2023. “Photography in Uruguay, 1840–1985.” In Oxford Research Encyclopedia of Latin American History. Oxford University Press.
- 2024. “Itinerarios, vertientes y perspectivas de las derechas uruguayas contemporánea” Disjuntiva, 5 (2), 25-40. https://doi.org/10.14198/DISJUNTIVA2024.5.2.3  (con Gerardo Caetano).
- 2024, Ganar la guerra. Cultura, sociedad y política en el Uruguay autoritario. 1967 - 1973. Montevideo: Ediciones de la Banda Oriental.

## Premios
- 2015: Premio Morosoli en Investigación Histórica.[6]
- 2016: Premio Nacional de Literatura, categoría Ensayos sobre historia, memorias, testimonios y biografías, por el libro: La trama autoritaria. Derechas y violencia en Uruguay (1958-1966).